# Dino Hackett
Barry Dean Hackett, detto Dino (Greensboro, 28 giugno 1964), è un ex giocatore di football americano statunitense che ha militato nel ruolo di linebacker nella National Football League (NFL).

## Carriera
Hackett fu scelto nel corso del secondo giro (35º assoluto) dai Kansas City Chiefs nel Draft NFL 1986. Vi giocò per la maggior parte della carriera fino al 1991 con la migliore stagione che fu quella del 1988 in cui mise a segno 3 sack e una safety, venendo convocato per il suo unico Pro Bowl. Chiuse la carriera disputando 3 partite, nessuna delle quali come titolare, con i Seattle Seahawks nel 1993. Il suo numero 38 è stato ritirato dalla Appalachian State University.

## Palmarès
- Convocazioni al Pro Bowl: 1

1988
- PFWA All-Rookie Team - 1986
- Numero 38 ritirato dagli Appalachian State Mountaineers